# یعقوب ادسایی
یعقوبِ اِدِسایی (حدود ۶۴۰–۷۰۸ میلادی) الهی‌دان برجستهٔ مسیحی، مورّخ، فیلسوف، شارح، و متخصصِ دستور زبان بود که در سال ۶۸۴ میلادی اُسقُف کلیسای ادسا شد. سختگیری‌های انضباطی‌اش توسط برخی توهین‌آمیز تلقی شده و باعث شد که او استعفا داده و خود را به مطالعه و تدریس مشغول کند.